# Kieuwnet

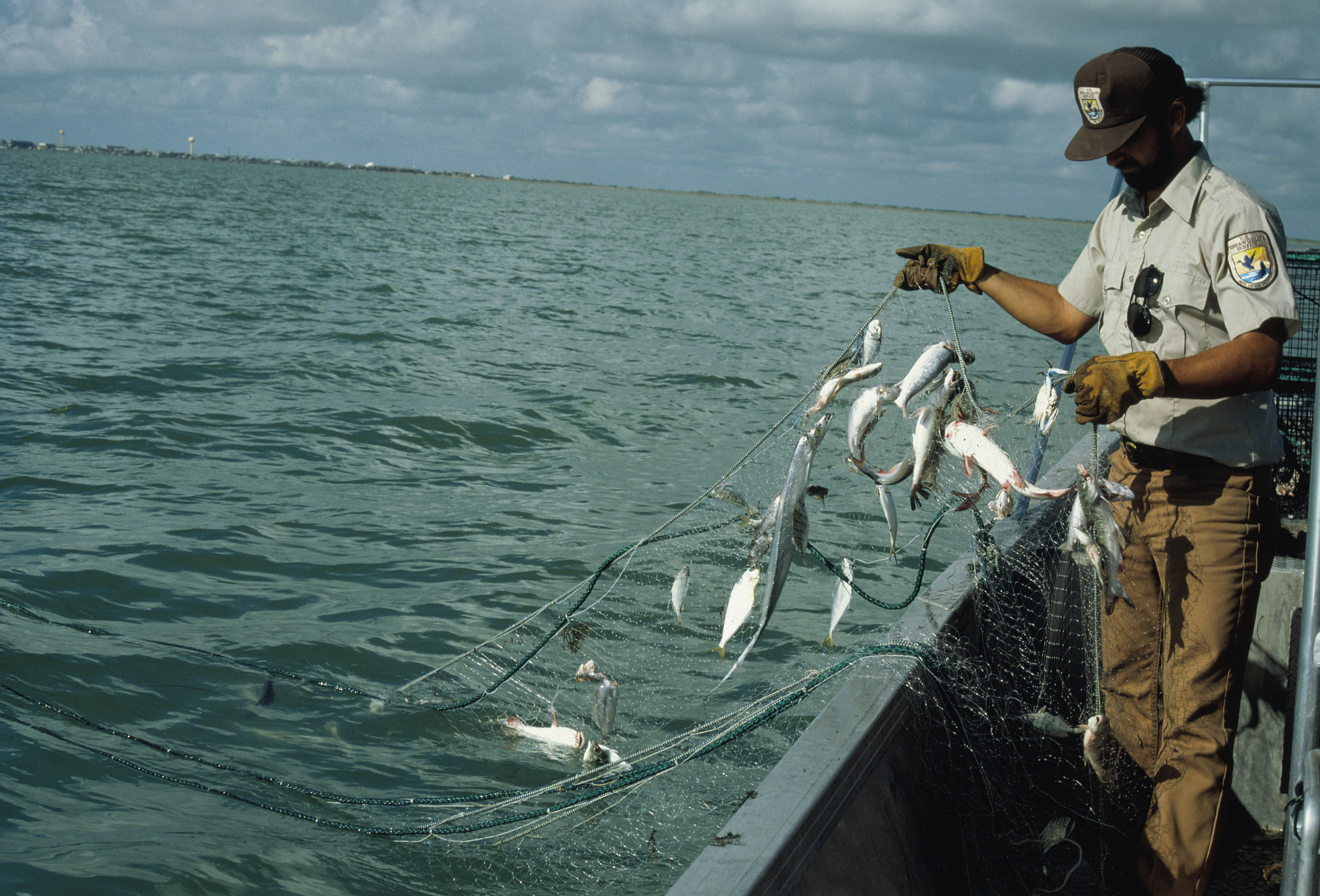
Voorbeeld van kieuwnet

Kieuwnetten zijn gebaseerd op het principe dat een vis wel zijn kop door een maas van een net kan steken, maar er niet meer uit terug kan omdat hij dan achter de kieuwdeksels blijft hangen. Warnetten bestaan uit meerdere lagen, bij deze netten hangen één of meer fijnmazige netten voor een grootmazig net. De vis trekt het fijnmazige net door de grote mazen heen en raakt zo verstrikt.
Deze netten worden met behulp van drijvers en een verzwaarde lijn aan de onderzijde van het net (onderpees) 'staand' in het water opgesteld, en na verloop van tijd binnengehaald.
De visserij met kieuwnetten is bijzonder selectief. Te kleine vis zwemt door de mazen heen en te grote vis komt er niet in vast te zitten. De grote volwassen exemplaren die voor veel nakomelingen kunnen zorgen kunnen ook worden gespaard. Door de netten uit te zetten op uitgekiende plekken en dieptes kan de visser bovendien redelijk goed mikken op de soort vis die gevangen wordt. De bijvangst aan ondermaatse vis en ongewenste soorten is bij deze methode dan ook laag in vergelijking met de sleepnetvisserij (waarbij de mazen van het net vaak worden dichtgetrokken).
De visserij met warnetten is minder selectief omdat het hier gaat om een combinatie van fijnmazige en grofmazige netten.
De Deense en Noorse staand-wantvisserij op grotere vissoorten (kabeljauw, tarbot, zalm) eist veel slachtoffers onder zeezoogdieren. Naar schatting sterven in de Noordzee jaarlijks 7000 bruinvissen op deze manier. Een ander voorbeeld is de massale sterfte onder zadelrobben, in 1987 voor de Noorse kust. Deze dieren trokken in dat jaar massaal uit de leeggeviste Barentszzee naar zuidelijker streken. Op zoek naar rijkere visgronden raakten 60.000 dieren verstrikt in de netten van de Noorse kustvissers. 